# Gemeentelijke begraafplaats van Vorst

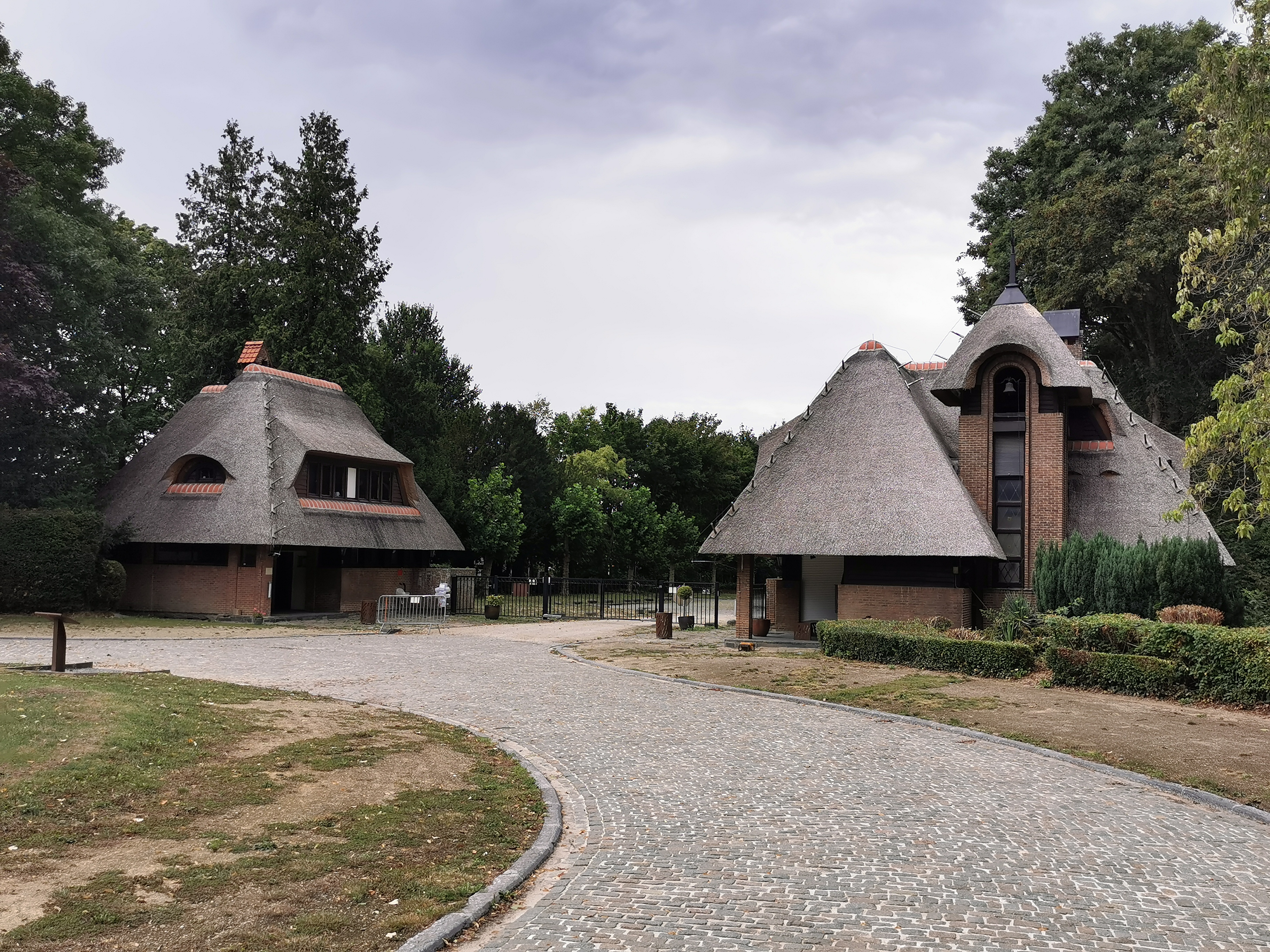
Ingangsgebouwen

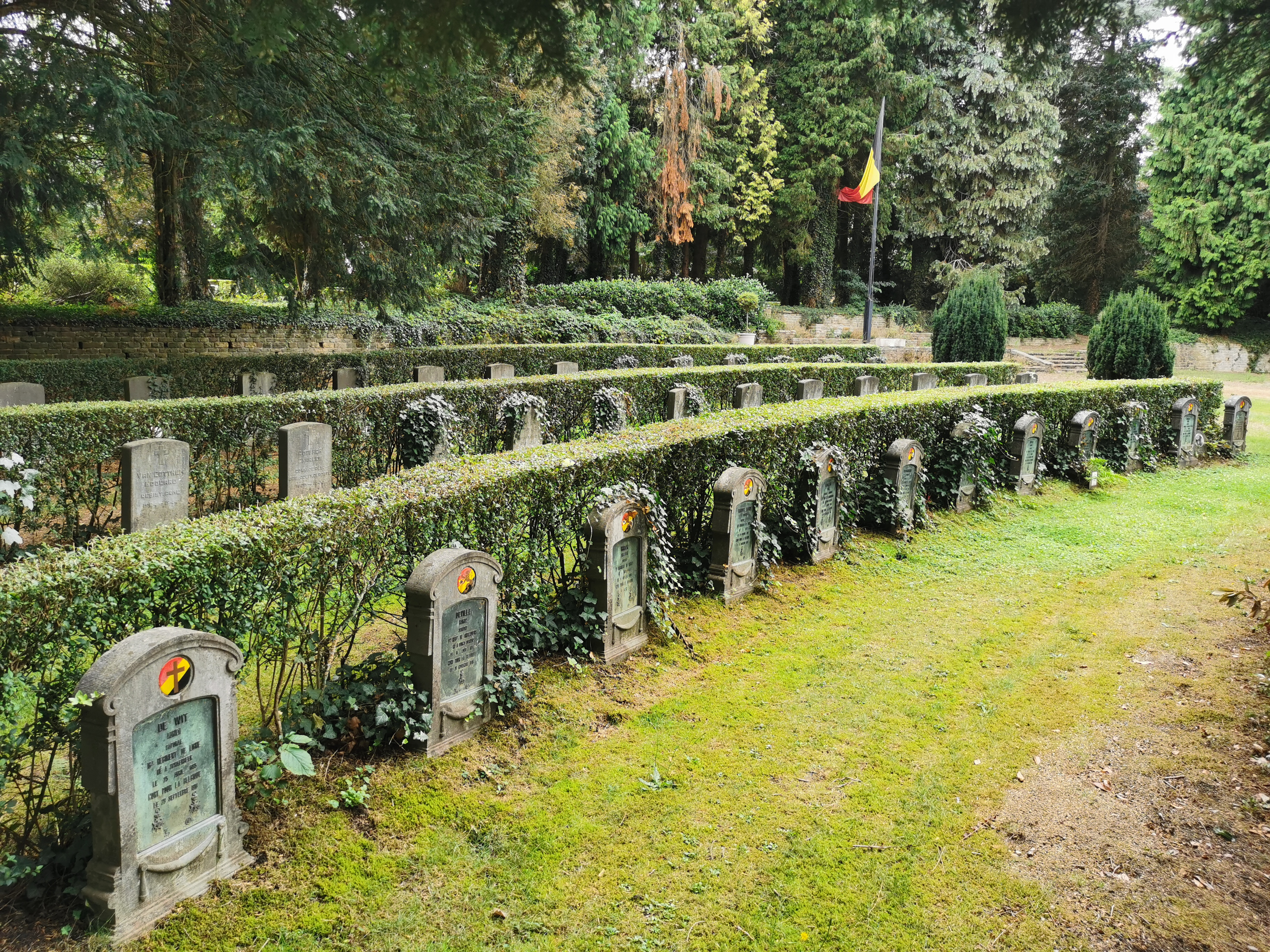
Belgische oorlogsgraven

De gemeentelijke begraafplaats van Vorst (Frans: Cimetière communal de Forest) is een van de weinige Brusselse begraafplaatsen die in het Vlaams Gewest gelegen zijn. De begraafplaats van Vorst ligt op het grondgebied van de Beerselse deelgemeente Alsemberg. Ontwerpers van dienst waren landmeter en urbanist C. Crappe en architect Willy Vermeiren.
Al in 1924 ging de gemeente Vorst op zoek naar een geschikte locatie voor haar nieuwe begraafplaats. Toch zou het tot na de Tweede Wereldoorlog duren tot de begraafplaats ook daadwerkelijk in gebruik genomen werd. Op de begraafplaats vindt men dan ook vooral typisch naoorlogse graven. Er werden echter ook typisch Brusselse graftekens van de oude begraafplaats van Vorst overgebracht naar de nieuwe gemeentelijke begraafplaats, meer bepaald naar perceel 6 ervan. Centraal op de begraafplaats vindt men ook een perceel voorbehouden voor oudstrijders. De begraafplaats beschikt ten slotte eveneens over een multiconfessioneel perceel bestemd voor de begraving van moslims en joden. Pas een jaar na de terbeschikkingstelling van het perceel werd de eerste moslim in Vorst begraven.